# エスワティニ

エスワティニ王国
Umbuso we Swatini（スワジ語）
Kingdom of Eswatini（英語）

国の標語：Siyinqaba（スワジ語）
我々は巨大な要塞なり
国歌：Nkulunkulu Mnikati wetibusiso temaSwati（スワジ語）
おお神よ、スワジに祝福を与えたまえ

エスワティニ王国（エスワティニおうこく、スワジ語: Umbuso weSwatini、英: Kingdom of Eswatini）、通称エスワティニは、アフリカ大陸南部に位置する絶対君主制国家。首都については、行政の中心としてムババーネ、立法府の中心及び王宮の所在地としてロバンバの2箇所がある。
イギリス連邦加盟国の一つで、周囲を南アフリカ共和国とモザンビークに囲まれた内陸国。かつてはスワジランドと呼ばれていた。

## 国名
正式名称はスワジ語で、 Umbuso weSwatini。通称、eSwatini [ɛswáˈtʼiːni]。英語で、Kingdom of Eswatini（キングダム・オブ・エスワティーニ）。通称、Eswatini。国民・形容詞とも Swazi と表記。1968年に独立したが、イギリス領時代の国名を変更せずそのまま継続した経緯があった。
日本語の表記はエスワティニ王国、通称はエスワティニ。
1968年9月6日にイギリスより独立した際の国名はスワジランド王国 (Kingdom of Swaziland) で、これは「スワジ人の国」という意味から付けられた。しかし現地語である「スワジ」と英語の「ランド」を掛け合わせた言葉であるために一部の国民からの不満があったことを受けて、2015年からスワジ議会でも国名変更について審議された。2018年4月19日、国王のムスワティ3世はマンジニで執り行った独立50周年記念式典での演説において「私はこの国の名前を元に戻す」として、国名を現地語に則り「エスワティニ王国（Kingdom of Eswatini）」へと改めることを宣言した。これはスワジ語で「スワジ人の場所」という意味になる。5月30日に国際連合において改名が承認された。
日本国の法令上の変更については、国連における承認から遅れること半年以上の2019年2月12日に閣議決定し、国会に提出された法案により「エスワティニ」へと変更されることになった。
「エスワティニ」の漢字表記について、エスワティニと国交のある中華民国（台湾）では「史瓦帝尼（繁体字）」と表記される。また旧称である「スワジランド」の中華民国における漢字表記は「史瓦濟蘭（繁体字）」である。一方で国交のない中華人民共和国（中国大陸）では漢字表記は変更されず、旧称の「スワジランド」を意味する「斯威士兰（簡体字）」と表記されている（2021年2月時点）。なお国際連合の公用語である6言語のうち、中国語のみが表記を変更していない（2021年7月時点）。

## 歴史

### 独立前
スワジ人は18世紀までングニ人から分化しておらず、現在のナタール地方に居住しており、ングワネ人と名乗っていた。しかし19世紀初頭に南のンドゥワンドウェ人に敗れるとソブーザ族長は北上を決断し、現在のエスワティニの地に定着した。エスワティニは肥沃で降雨の多い土地であり、さらに南のズールー王国によるムフェカネ（大壊乱）と呼ばれる侵略戦争をやり過ごすことに成功したため、ングワネ人は勢力を拡大していった。ソブーザの息子であるムスワティの代にングワネは全盛期を迎え、この時期に民族名もムスワティの名を取ってスワジ人と名乗るようになった。この時期、スワジ王国はズールー王国を共通の敵とするボーア人のトランスヴァール共和国とも、イギリス人のナタール植民地とも友好関係を維持していた。しかし1875年にムスワティが死去してムバンゼニ王の代となり、さらにズールー王国が1879年のズールー戦争によって消滅すると、対抗勢力の存在が不要となったため、白人が急速に進出してあらゆる利権を押さえ、独立は有名無実となった。1895年にはトランスヴァールがスワジランドを保護国としたものの、まもなく第二次ボーア戦争によってトランスヴァールが消滅すると、1902年にスワジランドはイギリスの保護国となった。
イギリスの保護領としてのスワジランドは、常に隣国である南アフリカ連邦の脅威にさらされていた。1910年にイギリス自治領として成立した南アフリカは、憲法においてスワジランドをはじめとする近隣区域の連邦編入を可能とする条項が存在しており、保護領期を通じてスワジランドの編入をイギリスに求め続けた。一方、内政面では王政は維持され、間接統治が行われていた。イギリス統治期のスワジランド国王は、1899年に生後4ヶ月で即位したソブーザ2世だった。ソブーザの在位は1982年までの82年間にもおよび、当初は摂政が政治を執っていたものの、成人すると自らが政治を執るようになった。ソブーザは国内の白人利権、特に鉱業利権の奪回を目指したものの成功せず、独立直前の1960年代でも国土の62％が白人の土地となっていた。1960年代に入ると独立に向けた動きが始まり、1964年には議会選挙が行われたが、ソブーザは王党派政党であるインボコドボ国民運動(INM)を組織して選挙で圧勝し、全議席を獲得して政治に強い影響を及ぼすようになった。

### 独立後
1968年、スワジランド王国は立憲王国として独立した。立憲制とはいえ議会を掌握するソブーザは意のままに政治を動かした。1972年5月の総選挙ではインボコドボ国民運動が勝利したが立憲主義のングワネ民族解放会議（NNLC）も議席を獲得したため、翌1973年にソブーザは議会を解散し、憲法廃止の上で政党活動を禁止して絶対君主制を敷いた。1978年には新憲法が公布されるものの議会は形式的なものにとどまり、政党も禁止され、王の強い権力は維持された。一方、ソブーザの統治下では白人からの土地の回収や工業開発が進み経済は向上を見せた。1982年2月には南アフリカ共和国との間で秘密協定が結ばれ、同国の白人支配に抵抗するアフリカ民族会議（ANC）構成員を国内から追放する代わりに、スワジ人のホームランドであるカングワネ・ホームランド全域、およびクワズールー・ホームランドの一部を割譲して内陸国スワジランドが海岸部まで領土を拡張することが取り決められた。これを受けてスワジランド国内で取り締まりが行われたものの、領土割譲はホームランド側の強硬な反対によって立ち消えとなった。
1982年8月にソブーザが死去すると王位継承を巡る争いが起き、翌年にヌトンビ王妃が勝利して息子のマホセティベ王子が皇太子となり、1986年にムスワティ3世として即位した。
ムスワティは1993年に議会公選制を復活させ総選挙を行ったものの、政党は依然として禁止されていた。このため1990年代には民主化を求める声が高まり数度のゼネストが行われ、2006年には新憲法が発布されたものの政党禁止は維持された。

#### 国名改名
2018年、国王ムスワティ3世が自身の誕生日と独立50周年を祝う式典で「国名をエスワティニにする」と宣言した。
もともとの国名「スワジランド」は、英語で「スワジ人の地」を意味する。これは、かつてイギリスの植民地だった名残だが、英語で書くと"Swaziland"となり、"Switzerland"と間違えられることが多かった。そのため、現地のスワティ語で「エスワティニ」（スワジ人の地）とした。

#### 民主化運動
2021年5月、マンジニの郊外において、法律を学んでいた学生であったThabani Nkomonyeの遺体が発見され、警察は交通事故の被害者であるとしたが、学生は警察が彼の死に関係していると主張していた。この対立の中で「#JusticeforThabani」というハッシュタグを用いたデモが行われた後、民主化を求めるものに変化していった。同年6月24日、国王ムスワティ3世は、国民が国会議員に対して民主化を求める請願を提出することを禁じた。このことによりデモがより過激化した。
2021年6月29日、国王ムスワティ3世が南アフリカ共和国のヨハネスブルクに避難しているとスワジランド共産党が発表した。政府はこれを否定したものの、南アフリカのアイウィットネス・ニュースは避難を否定する根拠はないとした。この避難が行われた理由として、国内で発生した民主化運動が、国王によって運営されている店舗に放火を始めたことがアイウィットネス・ニュースによって指摘されている。
これの対策として、催涙ガスやスタンガン、放水銃を装備した警察及び軍隊が展開しており、学校やバスが使用停止になっている上、ムババーネへの車両のアクセスを一部制限しているとロイターが報じた他、国民に対して18時から翌日5時まで夜間外出禁止令が発せられたことが報告された。また、『ガーディアン』によると、6月27日の時点で先に示した交通規制や夜間外出禁止令により武装した軍隊と警察が展開しており、タイヤを燃やすなどして抗議する民衆に対して催涙ガスと実弾を発射したとしている。
2021年6月30日時点で28人の死者が発生していると報告されており、水曜日に人民統一民主運動（PUDEMO）の事務局長であるWandile Dludlu氏は、店は閉まり、町は「兵士によって運営されている」とアルジャジーラに対して述べた。またインターネットプロバイダが閉鎖を命じられており、WhatsAppなどが不安定とされている。
7月1日、エスワティニの首相代理であるテンバ・マスクは声明の中において、「重要な国家インフラを保護し、COVID-19に関する規則を遵守させるため、軍隊を招集せざるを得なかった。」「これは戒厳令ではない。」と主張した。7月6日にはCNNが、商工大臣のManqoba Khumaloが「資産の保護のため」として投入された軍隊に対し、民主化を求める運動の指導者が逃げ場を求めていると報じており、7月2日には都市部においての抗議活動は暴力的鎮圧を懸念したため沈静化していっており、反対に農村部に抗議活動の重心が移動していると『ニューヨークタイムズ』が報じた。
7月4日には南アフリカ共和国のマスメディア「New Frame」の記者2人が拘束され、暴行・拷問を受けたと報じられた。マツァパ付近の高速道路において、6月30日に治安部隊の銃弾に被弾し、翌日に死亡した男性の葬儀の取材から南アフリカ共和国に戻る最中、治安部隊が記者らを拘束したとされた。治安部隊は銃を突きつけ、記者に対して葬儀中に撮影された映像や写真を削除するよう要求し、負傷した抗議者に対するインタビューの動画なども含めて削除させた上、記者らを警察署に連行し、殴る蹴るなど暴行を加えた他窒息させる目的でビニール袋を記者らの頭にかぶせたとされている。記者らは拘束から6時間後に解放され、7月5日に南アフリカ共和国へ帰還した。
8月23日、エスワティニの軍隊であるエスワティニ防衛隊の長官であったJeffrey Shabalalaが、デモ隊に対する発砲を理由として辞任した。

## 政治

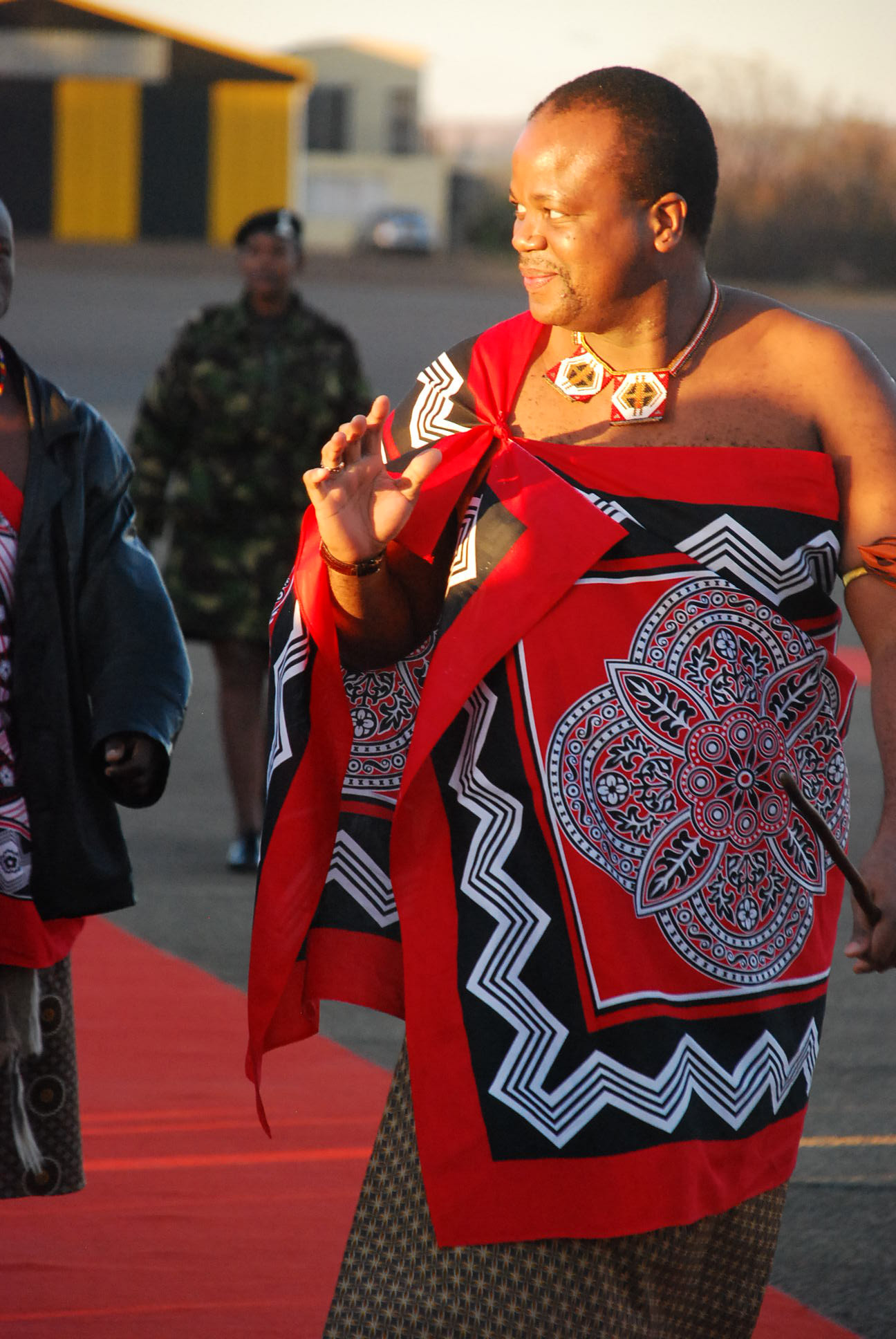
第8代国王ムスワティ3世

エスワティニは国王を国家元首とする君主国で、「アフリカ最後の絶対王制」「アフリカ最後の古王国」と呼ばれることもある。形式的には立憲君主制だが実際には憲法で国王の強大な権力が保障されており、政府の要職の多くも王家が占めるなど絶対君主制の様相を呈している。国王は首相や閣僚、最高裁判所判事の任免権、議会解散権、法案拒否権を持ち、税金や刑事・民事上の責任を免除されている。現行憲法は2005年7月に制定され、2006年2月8日に施行されたもの。
国王の位はドラミニ家により世襲されており、司法、立法、行政の三権の上に立ち、軍隊の統帥権を持つ。国王の輔弼機関として王室諮問評議会が存在し、国王が幼少や病弱などの理由で政務を執る事が出来ない場合は王室の中から摂政が任命され、国王の権限を代行する。現国王ムスワティ3世は1986年に即位した。

### 行政
行政府たる内閣は首相により率いられる。首相は国王が王室諮問評議会の助言をもとに下院議員の中から任命し、閣僚は首相の助言に基づき国王が任命する。首相職はスワジランド独立前年の1967年5月16日より存在する役職だが設置以来、ドラミニ家の人物が就任している（一時的な首相代行者は除く）。政府の要職もドラミニ家の人物か、もしくはそれに極めて近い人物に割り当てられている。

### 立法
立法権は国王に属している。だが、リバンドラと呼ばれる両院制議会が存在し、国王の立法における諮問機関としての役割が与えられている。リバンドラは上院と下院により構成される。上院は定数30議席で、うち20議席が国王による任命枠、残り10議席は下院による選出枠である。下院は定数82議席だがそのうち12議席は現在空席となっており、実際には70議席で運営されている。55議席は民選枠、残り10議席は国王による任命枠、4議席は女性議員枠、1議席は司法長官の議席である。両院とも任期は5年。

### 議院・選挙
下院選挙55議席の民選枠はエスワティニを構成する4地方（地方行政区分の項目参照）が選挙区割りとなっており、マンジニ地方に16議席、ホホ地方に14議席、シセルウェニ地方に14議席、ルボンボ地方に11議席が割り振られている。同様に女性議員枠も、4地方から各1名ずつが選出される。政党活動は認められておらず、候補者は全て無所属での立候補となる。

### 司法
司法機関は上級裁判所と最高裁判所を頂点としており、両裁判所とも裁判長は国王により任命される。
首都のムババーネには政府機関、上級裁判所、最高裁判所が存在し、王宮とリバンドラはロバンバにある。

### 政党
かつてはスワジランド進歩党を始めとする幾多もの政党が存在していたが、1973年にソブーザ2世によって政党の結成が禁止された。ソブーザ2世の政党結成に対する発令や宣言は現在も廃止されていない。
2005年時点での同王国憲法では政党について言及していないが、「結社の自由」を保証しており、これに基づいてアフリカ連合民主党が合法政党として登録されている。

## 国際関係
隣国である南アフリカ共和国との関係が非常に重要である。南アフリカを中心とする周辺諸国とは南部アフリカ関税同盟を結んでおり、ここからの収入が財政に大きな比重を占めるほか、経済的にも同国の経済圏に包含されており、南アフリカの企業がアパルトヘイト時代からエスワティニに多数進出し経済的に大きな割合を占めている。2007年データでは輸出入ともおよそ8割が対南アフリカとなっている。

### アメリカ合衆国との関係
2025年7月、エスワティニはアメリカ合衆国から国外退去されられた不法移民の犯罪者5人を引き受けた。5人の出身地はエスワティニと関係ないベトナム、ラオス、イエメン、キューバ、ジャマイカであったが、アメリカ国土安全保障省は「（彼らは）あまりにも野蛮過ぎて、祖国に受け入れを拒否された」と説明している。この引受は、エスワティニとアメリカの政府関係者の間で行われた「数カ月にわたり行われたハイレベルでの協議の結果」であり、5人は刑務所内の隔離施設に収容され、エスワティニや国民に脅威を与えることはないとしている。

### 台湾との関係
エスワティニは、2021年時点で国際的な承認を得ているアフリカの国連加盟国では唯一、中華民国（台湾）と外交関係を持つ（同時に中華人民共和国と外交関係を持たない）国である（国際的に非承認の国家としては、ソマリランドが台湾を承認している）。
民主主義を重視する台湾が絶対王制を支援することの矛盾を指摘する報道もあるほか、台湾の孤立化を狙う中華人民共和国がエスワティニへ接近している。中国との貿易額はエスワティニにとって南アフリカ共和国に次ぎ2位で、中国は経済界やエスワティニの議員、メディアに圧力を含めて働きかけているほか、台湾との国交を維持している国王を批判する野党や左翼野党「人民統一民主運動」（PUDEMO）や南アフリカのメディアの背後に中国がいるとの指摘もある。

### 日本との関係
- 在留日本人数 - 12名（2021年10月時点、外務省）[23]
- 在日エスワティニ人数 - 3名（2021年12月時点、法務省）[23]

エスワティニは日本に大使館を有しておらず、在マレーシア高等弁務官事務所（大使館に相当）が兼摂している。また在エスワティニ日本大使は在南アフリカ大使が兼摂している。貿易はエスワティニの大幅な入超である。日本への輸出品で最も大きなものはグレープフルーツであり、2016年には同国の日本への輸出の21.0％を占めていた。

## 地理

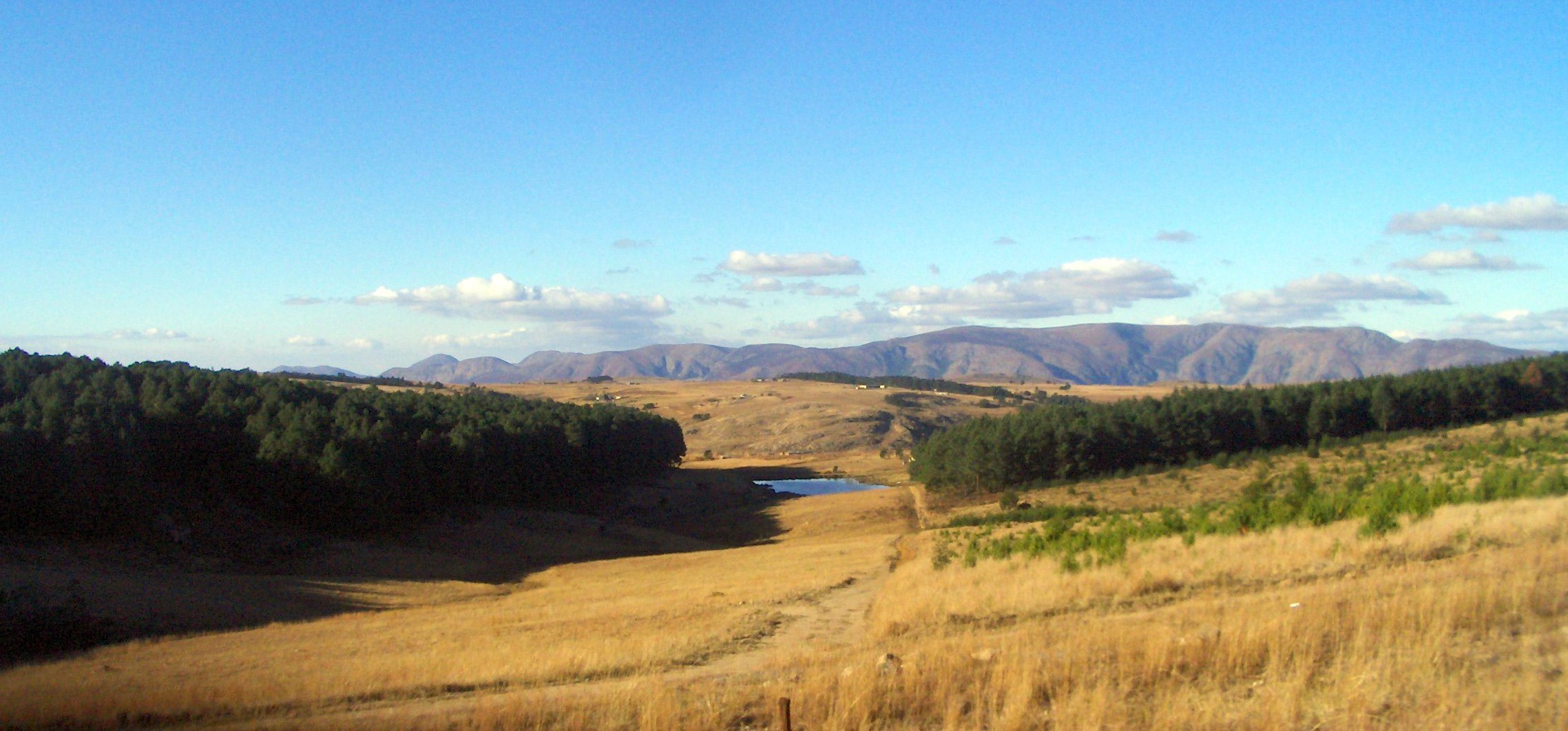
エスワティニの風景

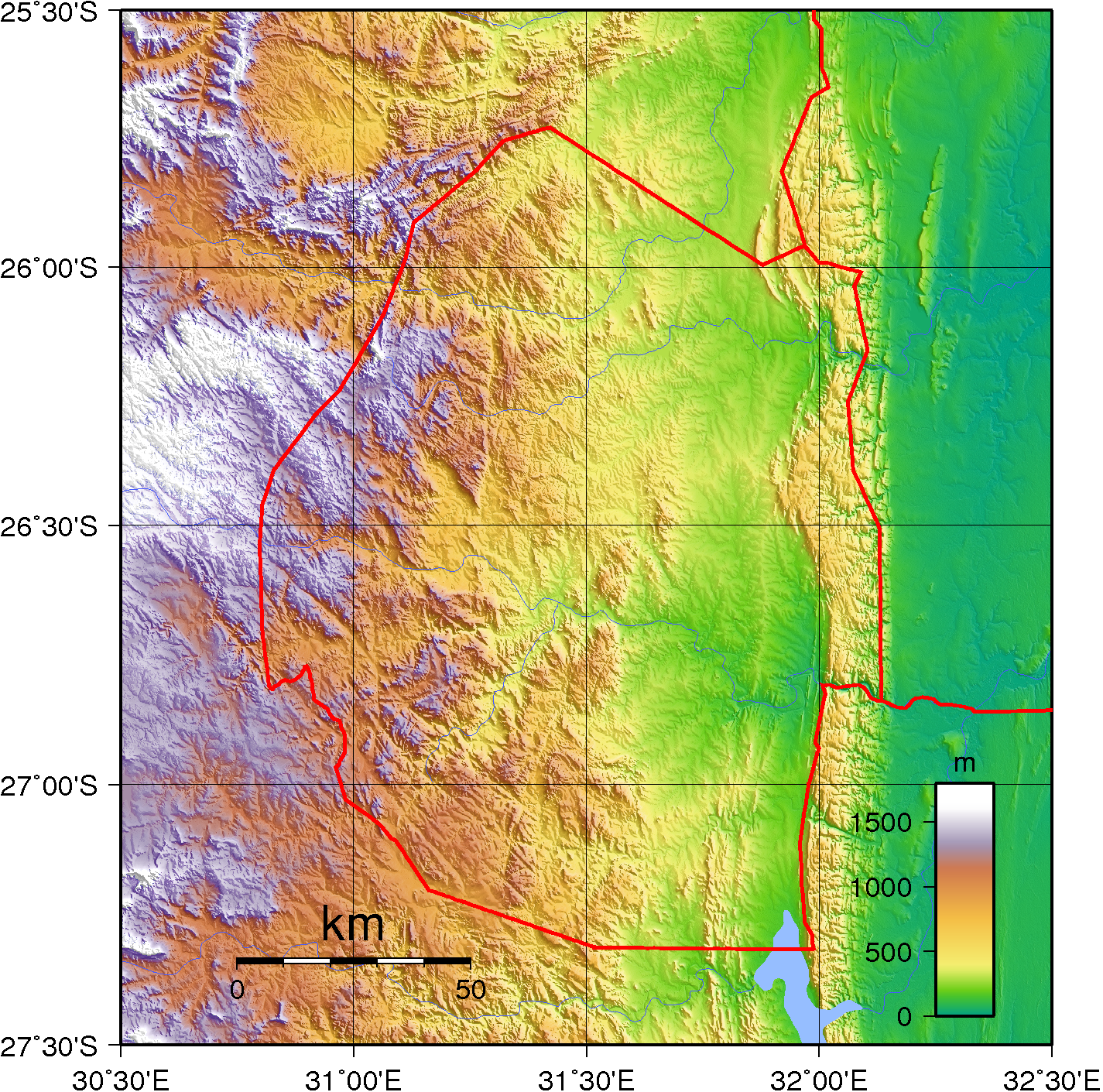
エスワティニの標高図

内陸国で、西部には標高1800m以上の山地が広がる。地形は全般に西の高地から東の低地へと傾斜しており、もっとも標高の低い東端地域では標高150m程度にまで高度が下がる。降水量は標高とほぼ比例し、西部は年間降水量が1900mmにのぼる地域があるのに対し、東部の雨量は500mm程度にすぎない。
降雨量と標高により、国土は西から東にかけてハイベルト、ミドルベルト、ローベルトの3つに大きく分けられる。西部のハイベルトはドラケンスバーグ山脈の一部であり、標高1000m以上で雨量も1100mm以上と恵まれているものの、気候がほぼ温帯に属するため熱帯植物のプランテーションは開かれず、大規模な植林が進められている地域である。中部のミドルベルトは標高400m以上の地域であり、穀物栽培と畜産が行われ、柑橘類の農園が存在する。亜熱帯性の気候で雨量は750mm以上である。東部のローベルトは降水量が500mm以上と少なく乾燥しており、熱帯性の気候で、主に牧草地となっており、牧畜が盛んである。このほか灌漑が行われている地域ではサトウキビなどのプランテーションが開発されている。また東端にはルボンボ山地が南北に走っている。ルボンボ山地西側は急崖をなしており、また気候と降水量はミドルベルトとほぼ同じである。植生は、山地の森林を除いてはほぼ全土で草原が卓越しており、ところどころに低木も存在する。
国自体の起伏が激しい上に降水量が多いため植生が豊かで、風景は変化に富んでいる。国土には東西に北からコマチ川、ムブルジ川、ウスツ川、イングワブマ川の4つの大きな河川が流れ、国土を潤している。

## 地方行政区分

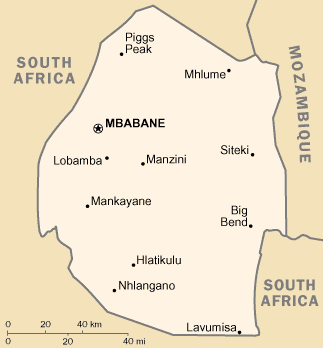
エスワティニの地図

エスワティニの地方行政区分は、北部のホホ地方（Hhohho）、中部のマンジニ地方（Manzini）、南部のルボンボ地方（Lubombo）、そして東部のシセルウェニ地方（Shiselweni）の4地方（Region）に分けられている。

### 主要都市
最大都市は国土のほぼ中央にある交通の要衝で商工業の中心地であるマンジニである。マンジニはミドルベルトに位置し、周囲は農牧地帯となっている。次いでハイベルトにある行政首都のムババーネが大きいが、ムババーネは都市圏人口でも65000人（2014年）程度である。立法の首都であるロバンバには王宮が置かれているものの、人口は1万人程度である。

## 経済

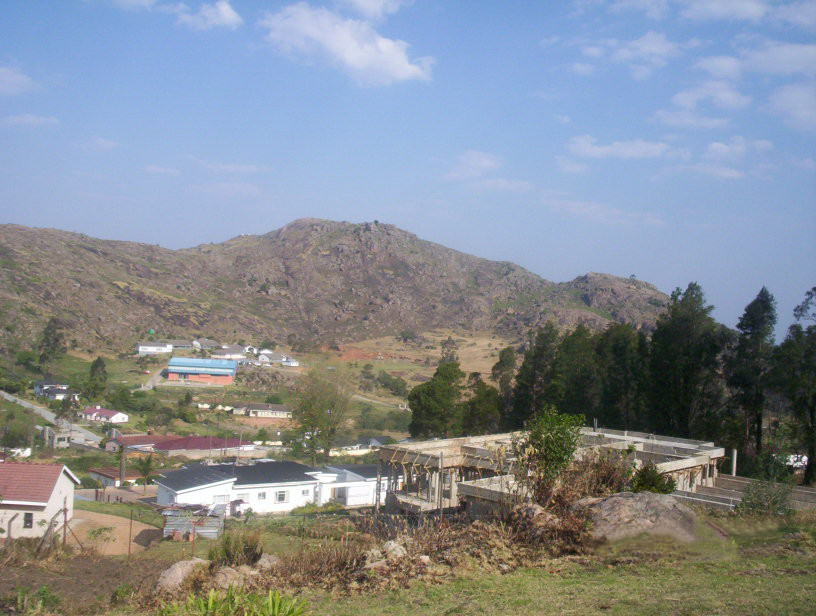
首都ムババーネ

エスワティニ経済は各種産業がバランスよく開発され、多角化している。2022年の国内総生産（GDP）は49億ドル、2023年の一人当たり国民所得は3860ドルである。
国民の3割が1日1.9ドル以下で暮らす貧困層であるうえ、失業率が20％を超えている一方で、王家はビジネスも営む富豪で、貧富の格差が大きい。
南部アフリカ関税同盟に加盟しているため、南アフリカなど加盟諸国間の貿易は無関税であり、また域外諸国からの関税を共通徴収している。同盟からの分配金はエスワティニ財政にとって非常に重要であり、1999年にはこの分配金が国家歳入の50％を占めた。通貨はリランゲニ（リランジェニ）で、複数形ではエマランゲニ（エマランジェニ）と呼ばれるが、南アフリカ・ランドと等価であり、事実上ランド通貨圏に含まれている。

### 農業
農業分野で最も重要なものはサトウキビであり、砂糖の輸出は総輸出の15.8％（2007年）を占めている。かつて、エスワティニのサトウキビ生産は1997年には総農業生産の86.6％を占め、単一作物による輸出偏重農業となっていたが、この時期でも農産品輸出は総輸出の31.2％にすぎず、モノカルチャー経済というわけではなかった。さらにその後、柑橘類などほかの商品作物栽培の成長によってサトウキビの重要性は減少傾向にある。サトウキビは低地にあるプランテーションで主に栽培されている。これに対し、グレープフルーツ、オレンジ、レモンといった柑橘類やパイナップルはミドルベルトの産物である。大農園で行われるこうした輸出農業に対し、農民の多くは自給農業を営んでいる。トウモロコシが全土で栽培される一方、ミドルベルトではソルガムも栽培され、またタバコや綿花も栽培される。牧畜も全土で行われている。また林業も盛んで、ハイベルトを中心に世界有数の植林による森林が広がっており、松やユーカリが主に産出される。
エスワティニは植民地時代に白人の経済進出が激しかった地域であり、独立直前の1960年代には国土の62％が白人の土地となっていたものの、その後王室が徐々に土地の買い戻しを進め、1990年代には31％にまで白人所有地は減少した。主に白人所有地では大規模なプランテーションによる輸出志向農業が行われ、スワジ人の所有地では小規模な自給農業が営まれている。

### 鉱業
鉱業分野は、以前は大きな割合を占めていたものの、他分野の成長や鉄鉱石資源の枯渇、石綿市場の縮小などからほとんど重要性を失っている。かつて北西部のヌグウェニャにはヌグウェニャ鉱山（グウェンヤ鉱山）という鉄鉱石の鉱山があり、最盛期には年間100万から300万tの鉄鉱石を産出してスワジランド経済の柱となっていたが、1970年代末に枯渇して閉山した。また、北西部に石綿の大鉱床が存在し、1959年には総輸出の47％を占めて最大の輸出品となっていたが、健康への影響から世界的に使用が急減したため、産出量も減少した。そのほかは石炭生産が行われている程度である。

### 工業
エスワティニの工業分野はアフリカではかなり大きく、第二次産業の従事者は労働人口の27.9％（2005年）を占める。この工業の発展は、南アフリカ共和国でかつて実施されていたアパルトヘイトへの経済制裁を潜り抜けるために南アフリカの企業が進出して工業生産や貿易を行った歴史に遡り、アパルトヘイト撤廃後も工業分野は成長を続けた。この時期エスワティニで成立した産業は同国の農業資源に立脚した精糖業などの食品工業とパルプ工業が中心であった。さらにその後、飲料工業や繊維工業も成長した。

### その他
旧保護領時代から、南アフリカへの主に鉱山労働者の出稼ぎが行われ、同国への労働力供給源の一つとされてきたものの、自国にいくつかの産業が存在することから近隣諸国に比べ出稼ぎへの依存は少なく、出稼ぎ労働者も減少傾向にある。植生が豊かで風光明媚であることから観光客も多く訪れる。

## 交通

### 鉄道
鉄道は、南アフリカの鉄道と連絡して国土東部ジャネイニからラブミサまで縦断する路線と、途中のムパカからモザンビーク国境へ抜ける路線、それにプズモヤから中央部のマツァパまで伸びる路線からなり、総延長は301㎞である。鉄道利用はエスワティニ国内貨物と関係ない貨物通過輸送が大半を占め、なかでも南北縦断線は南アフリカ北部のトランスヴァール地方から同国の主要貿易港であるダーバン港へと抜ける短絡線となっているため、特に輸送が多い。

### 空港
空運はマンジニ近郊にあるマツァパ国際空港が使用されてきたが、規模が小さかったために、2014年にキング・ムスワティ3世国際空港がマンジニの東に開港した。しかしこの空港建設に関しては、予想される利用量に対し過大かつ無用な投資であるとの批判が起きた。

## 国民

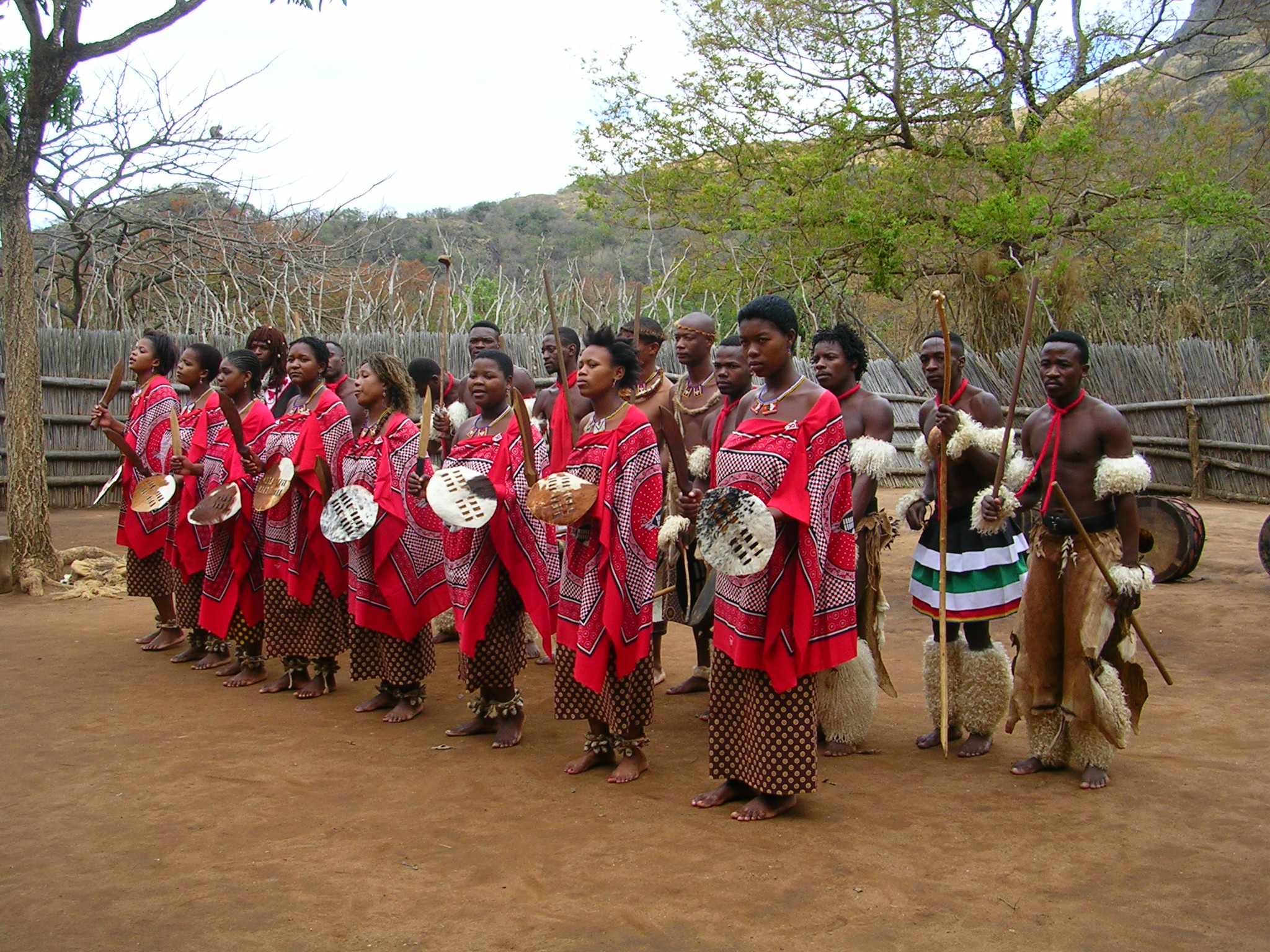
伝統的なダンスを踊るスワジ人のグループ

### 人口
エスワティニの人口は、独立前の1963年に28万3000人だったものが1986年には67万人、2017年には136万人にまで増加した。

### 民族
最大民族のスワジ人が82.3％（2000年）占めており、多数派となっている。その他にズールー人や非アフリカ人もわずかにいる。また、モザンビークからポルトガル人入植者とアフリカ大陸の難民を受け入れた経歴がある。

### 言語
公用語はスワジ語（シスワティ）と英語である。

### 宗教
宗教は、プロテスタントが35％、キリスト教と混合した現地宗教が30%、ローマ・カトリックが20%などとなっている。

### 教育
2015年の識字率は87%である。高等教育機関としては、1976年に設立されたボツワナ・スワジランド大学が1982年に分離して成立した国立のエスワティニ大学がある。教育制度は小学校7年・中学校3年・高校2年である。

### 保健
エイズ蔓延と治安の悪化による影響で2016年の平均寿命は男55.1歳・女59.9歳、2010年の15〜49歳のHIV感染率は約27.4%(25.2%–29.3%)である。

## 治安
エスワティニの治安は比較的安定している状態であるが、犯罪発生率が周辺国と比較すると高くなっている。その理由として南アフリカ共和国やモザンビークと国境を接している点が挙げられる。南アフリカやモザンビークとの国境地帯では、麻薬取引や違法銃器の所有、車の盗難などの犯罪が問題となっており、両国の麻薬犯罪の中継地点になっていると言われている。また、都市部では強盗や空き巣、暴行、性犯罪などの犯罪に注意する必要があり、夜間の住居侵入強盗事件が発生し、暴力を受ける被害も報告されている。
2018年9月、賃上げと公的年金基金の管理方法改革を求める大規模なデモが発生し、一部が警察と衝突する事案も発生している。また、公務員の給与引き上げや奨学金支払いを求めるデモや課税システムに抗議するデモなどが都市部で発生している。こうした抗議運動はこれまで政府の取締りによって鎮静化しているものの、最近のデモや集会などは暴力的な様相を呈し、治安当局と衝突することもある。
特に群衆が集まっている場所はそうしたデモや集会などの可能性があるため、近付かないように注意する必要が求められる。

## 文化
エスワティニでは、祭りや伝統衣装などの古い文化習慣をある程度残している。毎年8月から9月にかけて行われるリード・ダンス（スワジ語ではウムランガ）と呼ばれる祭りは、未婚で子供のいないスワジ人の少女たちが葦をもって王の元へ歌い踊りながら行進するものであり、一大行事となっている。
エスワティニでは一夫多妻制が認められていて、現国王のムスワティ3世は2013年時点で14人の妻を娶っている。前代の国王であったソブーザ2世（1899年 - 1982年）も70人の妻を娶り、そこから生まれた王子・王女は210人にもおよんだ。

### 文学
エスワティニでは作家を幾人か輩出しており、有名となっているのはグラディス・ロマフ・パト、サラ・ムコンザ、パトリシア・マクファデン、レジーナ・トワラである。ムコンザはアメリカ在住のエスワティニ人であり、作家としてだけでなく教育者ならびに女性の権利活動を進める人権活動家としても知られている。

### 世界遺産
エスワティニには現在、世界遺産が存在していない。ただし、暫定候補としてヌグウェニャ鉱山を2006年に挙げている。

### 祝祭日
| 日付   | 日本語表記 | 現地語表記 | 備考 |
| ------ | ---------- | ---------- | ---- |
| 9月6日 | 独立記念日 |            |      |

### スポーツ
エスワティニ国内でも他のアフリカ諸国同様に、サッカーが圧倒的に1番人気のスポーツとなっている。1972年にサッカーリーグのエスワティニ・プレミアリーグが創設された。エスワティニサッカー協会によって構成されるサッカーエスワティニ代表は、FIFAワールドカップおよびアフリカネイションズカップへの出場経験はない。